# 大都会 PARTIII
『大都会 PARTIII』（だいとかい パートスリー）は、1978年（昭和53年）10月3日 - 1979年（昭和54年）9月11日まで日本テレビ系列で毎週火曜日21:00 - 21:54に全49話が放送された、石原プロモーション制作の刑事ドラマである。『大都会』シリーズ第3作。

## 概要
前作『大都会 PARTII』終了から半年を経て製作されたシリーズ第3弾。舞台は前作と同じく城西署捜査課であるが、続篇ではなく独立した作品として位置付けられている。黒岩部長刑事を中心とする捜査課チームは新たに「黒岩軍団」という呼称が設定され、タイトルロゴのデザインも前2作で使われた賀茂牛道人による毛筆体からゴシック体に変更されている。
作風は前作からのアクション路線を強化する一方、シリーズ第1作『大都会 闘いの日々』の人間ドラマ要素はほぼ廃され、登場する犯人は劇中で黒岩軍団との戦闘の末に死亡するパターンが定番化するなど、バイオレンス色が大幅に強められた。アクションシーンもバズーカ砲をはじめとする火器を用いた大掛かりな爆破や自動小銃によるガンプレイなどスケールアップが図られ、さらに車両協力に日産自動車が参入したことで、主にカースタント用として大量の劇用車が投入・破壊された。
全49話の視聴率も平均20%の大台に乗るなど好評のうちに終了し、シリーズのフォーマットは1979年10月にテレビ朝日系でスタートする『西部警察』へと引き継がれた（詳細は後述）。
前作や後継作品となった『西部警察』と異なり、本作ではレギュラー刑事の殉職や交替は行われていない。

## 登場人物

### 城西署捜査課
黒岩 頼介 -くろいわ らいすけ-（演 渡哲也）
部長刑事。人物設定は基本的に前作を踏襲しているが、より寡黙かつ非情な性格がクローズアップされ、抵抗する凶悪犯に対しては射殺さえも辞さない。捜査中は常にサングラスを着用。拳銃は主にスナッブノーズタイプのリボルバーを使用しているが、16話より状況に応じてレミントンショットガンも使用。このサングラスにショットガンというスタイルは、後の『西部警察』の大門圭介へとそのまま受け継がれた。
32歳のA+B型。愛称は「クロさん」「デカ長」。現住所は“東京都渋谷区代官山3-7-20フジマンション”。
『大都会』シリーズでは唯一、本作のみ妹が登場しない。前作では「理屈抜きの面白さ」を志向していたが結果的に多少の理屈が残ってしまいドラマのテンポやトーンが乱れた感があったことから、縛りとなる人生背景や家庭像をカットしたことによるもの。
牧野 次郎 -まきの じろう-（演 寺尾聰）
刑事。メカや重火器に関する知識に長け、狙撃の名手でもある。普段は比較的物静かで、女性に優しくウィットに富んだ理性派。しかし、卑劣な犯罪者に対しては拷問まがいの尋問や暴力的捜査も行うなど激情家の一面も持つ。愛銃はS&W M29（通称44マグナム）。愛称は「ジロー」、虎田、上条からは「ジローさん」。
寺尾演ずる牧野のキャラクターは、渡同様、後に『西部警察(パート1)』で寺尾が演じたリキこと松田猛へ受け継がれている。
企画段階での役名は「牧野長太」。1・2話の脚本では「牧野丈」という名前であり、愛称は「ジョー」であった。
虎田 功 -とらだ いさお-（演 星正人）
刑事。捜査課では最年少の若手刑事。美青年で、強面揃いの軍団では異色の存在である。愛称は「トラ」。前半期はパーマをかけた長髪、サングラス、ラフな服装というチンピラ的な風貌であったが、後半期は長髪・パンタロンスーツというファッショナブルなキャラになった。ルックスに似合わぬ武闘派で権威や権力を嫌い、加川には真っ向から反発する事もあったが、後半からは二枚目半的性格が強調される様になる。また、黒岩、丸山以外の先輩刑事には平然とタメ口で話すのが定番だった。女好きであり、美女が容疑者と分かった時は捜査を張り切る描写が見られた（ただし、一度だけ逮捕した女から「坊や」呼ばわりされ、逆上した事がある）。拳銃はコルト M1911ガバメントを使用。「教職を取っておけばよかった」とぼやく描写がある事（第41話）から大卒である模様。
企画段階では「村田功」という役名であり、愛称は「ムラ」だった。
丸山 米三 -まるやま よねぞう-（演 高品格）
刑事。現場叩き上げの大ベテランで、長年の経験で培われた勘の鋭さは捜査課随一。愛称は「マルさん」。普段は落ち着いた性格だが格闘能力も高く、第24話ではボクサー崩れの凶悪犯（演:ガッツ石松）と互角に渡り合った。一人娘の扶美子（演:工藤美奈子）と二人暮らし。第49話で敵が投げた手榴弾の爆発を受け重傷を負ってしまうが、一命は取り留めた。拳銃はチーフスペシャルを使用。
大内 正 -おおうち ただし-（演 小野武彦）
刑事。軍団の中では最も刑事らしい佇まいを持つが、黒岩と加川との間でしばしば板挟みにあい苦悩する事も多い。愛称は「坊さん」「坊主」。独身。都内の2階建てボロアパートに一人住まい。4話から頭をスキンヘッドに近い状態にするも、中盤から元に戻している。
上条 巌 -かみじょう いわお-（演 峰竜太）
刑事。捜査課では虎田に次ぐ年少者。愛称は「サル」。『…PARTII』からの続投組の中ではキャラクター変化が特に顕著であり、前作での2枚目半的な雰囲気は影を潜め、タフな肉体派としてのカラーが強まっている。服装は夏場が黒か濃紺の繋ぎ服、冬場は黒のスラックスに白セーター（黒セーターの時もあり）、黒い革ジャンと年中黒で統一されている。常に筋力トレーニングには余念が無く、蹴り技を駆使する格闘技の心得もあり、柔道有段者でもある。
宮本 兵助 -みやもと ひょうすけ-（演 苅谷俊介）
刑事。九州出身で、愛称は「弁慶」。柔道の有段者であり怪力・石頭が自慢。前作同様捜査中「ワシが城西署のベンケイじゃっ!!」と啖呵を切る。その一方水泳と頭脳プレーは苦手で、自分より年少の虎田から馬鹿にされる事もしばしば見られた。AB型。愛国主義者らしく、署のロッカーには日の丸を掲げている。後述する事故のため、第40話から48話には未登場。
清水 英子 -しみず えいこ-（演 大森不二香）
捜査課事務員。愛称は英子ちゃん。憤慨する加川にお茶を渡しながら「課長、怒ると血圧が上がりますよ」と一言添えるシーンが定番。第45話では自ら囮を志願し、捜査に直接協力した。第23話及び第45話の言動から、虎田に気がある節がみられる
加川 乙吉 -かがわ おときち-（演 高城淳一）
捜査課長。肩書上は捜査課の最高責任者だが、実際は自らの意見を差し置いて黒岩たちが全てを処理してしまっており、その捜査手法に激しい不満と嫉妬心を抱いている。部下のミスには露骨な嫌味や皮肉を吐く毒舌家であり、虎田と宮本からは特に嫌われている。その一方、いざという時は自ら現場に出向いて危険に身を晒すなど、刑事魂はまだ失っていない。黒岩不在時には直接の捜査指揮を執る場合も多い。

### 渋谷病院
宗方 悟郎 -むなかた ごろう-（演 石原裕次郎）
救急指定の渋谷病院外科医師。かつては大学病院でエリートコースを歩んでいた。人望が厚く腕は抜群で、ヤクザや凶悪犯にも分け隔てがない。第40話では、インベーダーゲームをプレイしている場面が見受けられる。40歳。
白井 智子 -しらい ともこ-（演 青木英美）
渋谷病院の看護婦。第10話迄と第20話にて出演。
三田 典子 -みた のりこ-（演 舛田紀子）
渋谷病院の看護婦。前作と同様「ノンちゃん」や「チビ」と呼ばれている。
佐藤 リエ -さとう りえ-（演 美田麻紗子）
渋谷病院の看護婦。

### その他
戸倉 綾子-とくら あやこ-（演 金沢碧）
東都日報の若手記者。城西署記者クラブに所属していたが、第3話で記者クラブを批判する記事を書いたため除名処分を受けている。スクープを狙い、捜査課としばしば張り合うものの協力的な面を持ち、黒岩が特ダネを流したこともある。第13話までの出演。
新聞記者（演 武藤章生、下之坊正道、片岡五郎）
城西署記者クラブ新聞記者。乱暴な捜査を行う上、マスコミに対して非協力的な黒岩軍団を目の敵にしている。
原田 源二-はらだ げんじ-（演 森正親）
刑事たちの溜まり場となっている小料理屋「五万石」の板前。愛称は「源さん」、「源公」。
みっちゃん（演 志麻いづみ）
小料理「五万石」店員。
バーの女性歌手（演 牧村三枝子）
劇中のバーで『みちづれ』などを歌う女性歌手。役名もセリフもなく、ストーリーと直接関係することはないが、捜査の途中、黒岩が束の間の安息を得る描写などでたびたび登場した。第11話から数話登場。

## 各話リスト
| 話数 | 放送日         | サブタイトル                 | 脚本              | 監督       | ゲスト | 視聴率 |
| ---- | -------------- | ---------------------------- | ----------------- | ---------- | --- | ------ |
| 1    | 1978年 10月3日 | 帰って来た黒岩軍団           | 永原秀一          | 村川透     | 内田良平、早川雄三、今井健二、片桐竜次、福本清三、団巌、清水国雄、赤穂善計、大宮幸悦、宮内彰、星野晃、岡本麗 | 21.8%  |
| 2    | 10月10日       | 白昼のパニック               | 山本英明          | 長谷部安春 | 八城夏子、中西良太、樋口のり子、堀礼文、岩城力也、今井和子、川口裕子、宮田光、沢柳迪子、片桐広隆、大谷進、石川弦志、西朱実 | 17.9%  |
| 3    | 10月17日       | 捜査中止命令                 | 永原秀一          | 長谷部安春 | 田中浩、井上博一、綾川香、船水俊宏、壇喧太、小寺大介、麿のぼる、南部純三、斎藤光男、荻原紀、鳥井助國、戸塚孝、北川レミ、野村京子 | 22.2%  |
| 4    | 10月24日       | 吠えるショットガン           | 柏原寛司          | 渡辺拓也   | 森次晃嗣、石山雄大、鶴岡修、若杉透、加藤寿、加藤善博、山岡甲、升元泰造、依田智、細野輝利、金子広己、大島光幸、前島良行、水橋和夫、町田幸夫、酒井郷博、美田麻紗子、二家本辰巳、                                                                                             | 22.6%  |
| 5    | 10月31日       | 野良猫の牙                   | 永原秀一 浅井達也 | 渡辺拓也   | 根岸とし江、北村晃一、内藤杏子、多宮健二、影山英俊、外野村晋、田口政則、祝伊沢口清三郎、松本重利、小坂生男、石川弦志、猪野剛太郎、五味よし子、小杉容子、川畔美之、唐寿由利子                                                                                               | 23.0%  |
| 6    | 11月7日        | 東京・クライシス             | 柏原寛司          | 村川透     | 三上寛、飯山弘章、峰のぼる、三浦浩一、天野博也、小林重四郎、弘松三郎、稲川善一、相原巨典、相沢治夫、福岡正剛 | 21.1%  |
| 7    | 11月14日       | 逃亡の滑走路                 | 峯尾基三          | 澤田幸弘   | 椎谷建治、土方鉄人、飯島洋一、和田瑞穂、西本裕行、大矢兼臣、深野秀文、国安薫、守田幸隆、大竹義夫、藤原升二、浅野浩子、篠原大介 | 22.7%  |
| 8    | 11月21日       | 野獣の叛乱                   | 永原秀一          | 澤田幸弘   | 本郷直樹、八名信夫、黒部進、堀田真三、沢田情児、姿鐵太郎、庄司三郎、新井一夫、有馬明良、大内巌、河内美幸、玉田知子、和久井節緒（レインジャー指導：岩田直樹） | 19.0%  |
| 9    | 11月28日       | 高層の狙撃者                 | 大野武雄          | 渡辺拓也   | 田口計、中田博久、青木卓、草薙良一、小坂生男、星野晃、久本昇、荻原紀、大島光幸、池松隆介、香川治郎、斉藤英雄、花城隆、村木勲、鎌形敏雄、村上幹夫 | 22.3%  |
| 10   | 12月5日        | 狙われた部長刑事             | 金子成人          | 渡辺拓也   | 小宮守、三角八郎、福岡正剛、大東梁佶、石川敏、北原寛三、北山年夫、大木史朗、刀原章光、別所立木、三上剛 | 20.4%  |
| 11   | 12月12日       | 白の恐怖                     | 永原秀一          | 澤田幸弘   | 石橋蓮司、岡田可愛、仙波和之、榊ひろみ、柚木悦子、冨田雅美、渡辺さと子、戸塚孝、新井一夫、大刀隆三、入江浩三、西内彰 | 20.6%  |
| 12   | 12月19日       | 狂犬                         | 柏原寛司          | 澤田幸弘   | 谷啓、早川雄三、田中浩、小林稔侍、榎木兵衛、晴海勇三、日野道夫、相川圭子、花原照子、村木勲、吉田丈弘、渡辺清子、伊藤信行、若林篤、松尾悟、永野明彦、神林由香 | 22.1%  |
| 13   | 12月26日       | 脱出路                       | 永原秀一          | 櫻井一孝   | 町田朱実、川合伸旺、林ゆたか、北島マヤ、樋口のり子、小寺大介、刀原彰光、桑原一人 | 20.2%  |
| 14   | 1979年 1月9日  | 刑事が消えた                 | 峯尾基三          | 渡辺拓也   | 志賀勝、市川好朗、潮建志、鳥巣哲生、ひろ新子、庄司三郎、堀礼文、戸塚孝、石川弦志、村上幹夫、小池修一 | 19.4%  |
| 15   | 1月16日        | 報復                         | 金子成人          | 渡辺拓也   | 室田日出男、近藤宏、笹木俊志、川崎あかね、達純一、高橋義治、山本武、相沢治夫、町田幸夫、猪野剛太郎、三倉一徳、井内潔重、斉藤光男、荻原紀、稲川善一、木瓜みらい、大石はるみ、篠田よし子、渡辺さと子、林孝一、森岡隆見、大竹義夫、武田倫一、星野昇、岡田勝、花城隆、草薙良一 | 20.1%  |
| 16   | 1月23日        | 殺人犯奪回要求               | 浅井達也          | 櫻井一孝   | 葉山良二、片桐竜次、佐藤晟也、沢美鶴、新井一夫、平賀百合恵、岸本功、小坂生男、永野明彦、宇乃壬麻、二家本辰巳、君塚正純、石崎洋光、大島光幸 | 23.7%  |
| 17   | 1月30日        | 誘拐                         | 峯尾基三          | 渡辺拓也   | 小池雄介、成瀬正、佐原健二、松木路子、玉田知子、田中加奈子、五十嵐美鈴、二家本辰巳 | 20.2%  |
| 18   | 2月6日         | マフィア・ジャパン・スタイル | 永原秀一          | 長谷部安春 | 深江章喜、中庸介、市村昌治、山口あきら、金子研三、志賀圭二郎、上田耕一、檀喧太、谷口永伍、村木勲、池松隆介、大竹義夫、久本昇 | 24.3%  |
| 19   | 2月13日        | 警官ギャング                 | 柏原寛司          | 長谷部安春 | 中田博久、剛達人、沢田情児、友金敏雄、鈴木卓弘、草薙良一、晴海勇三、小杉容子、滝川龍之介、西内彰、花城隆、土屋伊久代 | 25.6%  |
| 20   | 2月20日        | 爆走・金塊トレーラー         | 浅井達也          | 渡辺拓也   | 睦五郎、石橋雅史、八名信夫、伊豆肇、弘松三郎、不知火艶、戸沢佑介、影山英俊、戸塚孝、小坂生男、加地健太郎、大羽吾朗、落合吉彦、星野晃、森岡隆見、有馬明良、石崎洋光、永野明彦                                                                                               | 20.4%  |
| 21   | 2月27日        | 東京私設警察                 | 小野竜之助        | 澤田幸弘   | 青木義朗、浜田晃、山谷初男、内田昌弘、綾川香、川崎あかね、若松和子、岩城力也、福原秀雄、森下明、高村良、井内潔重、赤出川浩道、永野明彦、西内彰 | 20.2%  |
| 22   | 3月6日         | 横須賀ストーリー             | 柏原寛司          | 澤田幸弘   | 福本清三、山口美也子、土山登士幸、岩田直樹、団巌、波すずめ、清水圭一郎、庄司三郎、西山健二、マイクスズキ、ピーター・シェンファー、猪野剛太郎、山中康司、新井一夫、中林由香、大竹義夫、荻原紀、森健太郎                                                                     | 22.6%  |
| 23   | 3月13日        | 女豹と刑事野郎               | 佐治乾            | 渡辺拓也   | 早乙女愛、堀田真三、戸塚孝、細野輝利、夏倉健二、高橋俊一、大東梁吉、日巻ちはる、鈴木泰明 | 23.8%  |
| 24   | 3月20日        | 冷血                         | 永原秀一          | 渡辺拓也   | ガッツ石松、鹿沼エリ、藤山律子、あきじゅん、梨沙ゆり、横田陽子、入江正徳、金子勝美、佐藤陽子、殿塚喜久子、有目ゆう子、山口麻美 | 24.1%  |
| 25   | 3月27日        | 通り魔                       | 峯尾基三          | 小澤啓一   | 岩尾正隆、岡田可愛、浅野理恵、八木景子、浅香久美子、小村絵美、竹尾登美、岸本功、小見山玉樹、賀川修嗣、小坂生男、森直樹、高村良、三重街恒二、大竹義夫、戸塚孝、井下栄 | 23.2%  |
| 26   | 4月3日         | 殺人予告                     | 柏原寛司          | 小澤啓一   | 綿引洪、吉田豊明、今井健二、相原巨典、清水石あけみ、稲川善一、新井一夫、西内彰、大島光幸、森岡隆見、奈良いづみ | 17.7%  |
| 27   | 4月10日        | 奪われたポリススペシャル     | 小野竜之助        | 長谷部安春 | 早川雄三、大下哲矢、中庸介、沢田情児、榎木兵衛、原田力、久地明、工藤美奈子、辻田矢道、郷内栄喜、高橋義治、石崎洋光、潮建志(ノンクレジット) | 20.7%  |
| 28   | 4月17日        | ブラックホール               | 大野武雄          | 長谷部安春 | 林ゆたか、真家宏満、岡本麗、江見俊太郎、山口あきら、安西拓人、松坂隆子、吉川隆、武田倫一、中橋昌美、有村孝弘、神井一也、柴田雅彦、小野茂、加藤勝、細沼茂 | 23.0%  |
| 29   | 4月24日        | 爆殺のプレリュード           | 新井光            | 渡辺拓也   | 白井滋郎、水原麻記、片桐竜次、畑中猛重、高月忠、影山英俊、山田禅二、猪野剛太郎、小池幸次、小坂生男、岡田舞、檀喧太(ノンクレジット) | 17.2%  |
| 30   | 5月1日         | けもの道                     | 永原秀一 浅井達也 | 渡辺拓也   | 葉山良二、田中浩、井上博一、不知火艶、北九州男、柿沼大介、大坂憲、小林悦子、龍のり子 | 21.4%  |
| 31   | 5月8日         | マイナス18度の恐怖           | 峯尾基三          | 長谷部安春 | 香山浩介、小池雄介、花原照子、賀川修嗣、川村和子 | 23.7%  |
| 32   | 5月15日        | 城西市街戦                   | 大野武雄          | 長谷部安春 | 黒部進、江角英明、和久井節緒、藤山浩二、大前田武、北野清治、辰馬伸、庄司三郎、佐藤了一、中平哲仟、森下明、柚木悦子、西山健司、荻原紀、高橋義治、室伏高、藤原益二、中田勉、大竹義夫、有馬明良、西内彰、岡田勝、福井一也、関本晴、加々良一和輝、小林師史                     | 22.5%  |
| 33   | 5月22日        | 最後通告                     | 新井光            | 渡辺拓也   | 本田博太郎、椎谷建治、小林重四郎、多宮健二、晴海勇三、戸塚孝、小坂生男、原のり子、浅香久美子、細野輝利、中林義明、佐藤昇、宮田光、高橋広美、細沼茂、小野茂、加藤勝、中山辰夫、星野昇、大竹義夫、西内彰、北斗太郎、清水忠一                                                 | 22.8%  |
| 34   | 5月29日        | ストリート・ガール           | 柏原寛司          | 櫻井一孝   | 長谷直美、中田博久、山口あきら、森大河、滝沢双、星純夫、石山雄大、辰馬伸、鶴岡修、岡崎夏子、吉岡達造、高山千草、高山良一 | 20.9%  |
| 35   | 6月5日         | 野獣狩り                     | 小野竜之助        | 櫻井一孝   | 今井健二、草薙良一、藤山律子、関戸純、姿鉄太郎、茂木裕治、有馬明良、武田倫一、森岡隆見、花原照子、中井徹、番場恵介、大木史朗、宮本明 | 19.4%  |
| 36   | 6月12日        | 密告屋                       | 峯尾基三          | 村川透     | 早川雄三、風間杜夫、江角英明、小宮守、下馬二五七、大辻慎吾、広田正光、鶴岡修、川口裕子、新山真弓、新井一夫、原のり子、瀬川涼子、加藤勝、星野晃 | 22.0%  |
| 37   | 6月19日        | 頭取集団誘拐                 | 浅井達也          | 渡辺拓也   | 山本昌平、小林稔侍、伊豆肇、長島隆一、外野村晋、吉良冬太、鈴木和夫、湯川勉、西山健司、桐島好文、小見山玉樹、山本武、近松敏夫、稲川善一、伴藤武、入江正徳、久遠利三、竹下江里子                                                                                             | 20.2%  |
| 38   | 6月26日        | 国際密輸ルート               | 浅井達也          | 村川透     | ジェリー伊藤、弘松三郎、兼松隆、浅野理恵、大山豊、水橋和夫、小寺大介、奈良いづみ、白井美樹、殿塚喜久子、大宮幸悦 | 16.6%  |
| 39   | 7月3日         | 警官殺し                     | 新井光            | 小澤啓一   | 藤木敬士、八名信夫、大川ひろし、檀喧太、山田禅二、晴海勇三、三重街恒二、名川貞郎、遠山牛、金子勝美、篠原靖夫、海狼健一、遠藤孝子、二家本辰巳、中瀬明、柚木悦子、高橋義治、小坂生男、郷内栄喜、城野勝己、小林師史、小野茂                                                   | 23.8%  |
| 40   | 7月10日        | ドクター宗方の証言           | 大野武雄          | 小澤啓一   | 深江章喜、中庸介、岡本麗、佐藤晟也、福岡正剛、堀礼文、広京子、湊俊一、加地健太郎、西内彰、大竹義夫、森健太郎、岡田勝、町田幸夫 | 16.2%  |
| 41   | 7月17日        | アメリカン・ポリス           | 柏原寛司          | 渡辺拓也   | 小野進也、高品正広、尾木まゆみ、細野照利、側見民雄、村上幹夫、伊藤弘美、荻原紀、中瀬博文、森健太郎 | 20.3%  |
| 42   | 7月24日        | シージャック強盗団           | 新井光            | 渡辺拓也   | 石橋蓮司、山口あきら、影山英俊、相原巨典、鳥巣哲生、大山清志、畑中猛重、永野明彦、久遠利三、戸沢佑介、石崎洋光、大島光幸、大貫幸夫、岡田勝、戸塚孝、細沼茂、加藤勝、小寺大介                                                                                               | 19.5%  |
| 43   | 7月31日        | 自動車泥棒                   | 金子成人          | 櫻井一孝   | 中西良太、中村好男、栗田よう子、奥村公延、榎木兵衛、吉宮慎一、秦幸志、石川敏、今井久、名川貞郎、荻原紀、津山栄一 | 20.5%  |
| 44   | 8月7日         | テロルの仮面                 | 浅井達也          | 櫻井一孝   | 蟹江敬三、アニタ・ロココ、佐々木孝丸、朝日奈尚行、土山登志幸、信実一徳、三浦伸、林家源平、西山健司、小坂生男、エリザベス・ストーンフィールド、ベッティー・フォード、晴海勇三、山崎之也、森下明、大竹義夫、星野晃、西内彰、福井一也、新井恵己                               | 16.5%  |
| 45   | 8月14日        | 深夜の殺人者                 | 新井光            | 渡辺拓也   | 青木卓、池田鴻、吉宮慎一、川口裕子、堀礼文、土門峻、山崎左起子、戸塚孝、山本武、米津高明、落合広道、田中順二 | 21.9%  |
| 46   | 8月21日        | 反逆の殺し屋                 | 和久田正明        | 渡辺拓也   | 成瀬正、香山浩介、藤山浩二、あきじゅん、大辻慎吾、波すずめ、村上幹夫、高村良、岡田勝、新井一夫、根本泰明、森健太郎、佐田洋子、須川尋貴、山口誠一郎 | 24.8%  |
| 47   | 8月28日        | 脅迫者を消せ                 | 那須真知子        | 小澤啓一   | 木村元、杉江廣太郎、関川慎二、鶴岡修、滝沢双、相馬剛三、藤川隆、吾桐芳雄、高山彰、丘知子、三上剛、大島光幸、有馬潔、山田博行、遠藤孝子、ジェリー・ククルスキー | 20.0%  |
| 48   | 9月4日         | 囮作戦                       | 峯尾基三          | 小澤啓一   | 田中浩、井上博一、山口あきら、草薙良一、畑中猛重、柿沼大介、吉中六、荻原紀、大竹義夫、二家本辰巳、郷内栄喜、中瀬博文、西内彰 | 19.6%  |
| 49   | 9月11日        | 黒岩軍団抹殺指令             | 大野武雄          | 小澤啓一   | 鹿内孝、谷本一、姿鐵太郎、城野勝己、石川敏、高橋義治、松尾悟、新井一夫、藤田康之、町田幸夫、芳沢洋三、西山健司、矢野泰子、新井恵己、加々良一和輝、蒲生郁恵 | 25.0%  |

## スタッフ
- 制作 - 石原裕次郎
- 企画 - 加藤教夫（日本テレビ）、小林正彦
- プロデューサー - 山口剛（日本テレビ）、石野憲助
- 撮影 - 金宇満司、仙元誠三、宮川弘、山崎敏郎、宗田喜久松（J.S.C）
- 照明 - 椎葉昇、椎野茂
- 録音 - 佐藤泰博、塩原政勝
- 美術 - 小林正義
- 整音 - 高橋三郎、橋本文雄、紅谷愃一、熊谷良兵衛、酒匂芳郎、福島信雅
- 編集 - 渡辺士郎
- 助監督 - 天間敏広、丸久夫、荻原達
- 記録 - 内田絢子、杉山昌子、木村雪恵
- 製作担当 - 江島進、浅野謙治郎
- 監督助手 - 吉田多嘉男、鈴木元
- 色彩計測 - 渋田健司、磯貝均、図書紀芳、渡辺敏夫
- 照明助手 - 熊谷茂、田中公臣
- 録音助手 - 岡田平次
- 編集助手 - 原桂一、尾崎美智恵
- 制作進行 - 古賀正行、高井憲男
- 俳優係 - 森正親
- 音楽 - 高橋達也と東京ユニオン
  - 作編曲 - 荒川達彦
- 選曲 - 鈴木清司
- 音楽ディレクター - 山口光昭（ポリドール）
- 音楽協力 - ポリドール
- 音響効果 - 小島良雄、柴崎憲治（東洋音響）
- 番組宣伝 - 山口晋（日本テレビ）
- スチール - 住之江幸雄（テシコ）
- プロデューサー補 - 岩崎純、高山正彦、仲川幸夫
- 俳優担当プロデューサー - 小島克己
- 衣裳 - 鎌形利雄、波多野芳一（第一衣裳）
- 美粧 - 榊原辰己（山田かつら店）
- 小道具 - 高津映画装飾
- 現像 - 東洋現像所
- 録音スタジオ - にっかつスタジオセンター
- 医事指導 - 斉藤喜好
- ナレーター - 小林清志
- 協力 - インテリア井門、大丸百貨店
- 撮影協力 - 朝日ヘリコプター、フクダ電子
- 制作協力 - 日産自動車
- 制作 - 石原プロモーション

## 音楽
『…闘いの日々』『…PARTII』では複数の作編曲家ないしバンドによる競作というスタイルだったが、本作の音楽は挿入歌を除いた全曲を荒川達彦が担当。演奏は高橋達也と東京ユニオンが務め、シリーズ中最も大掛かりな編成で録音された。なお、シリーズ開始当初より『PARTII』のBGMも多数流用されている。

### 演奏
- 高橋達也と東京ユニオン
  - サクソフォン:高橋達也（リーダー、テナー、フルート）、井上誠二（テナー、ソプラノ、フルート）、堀恵二（アルト、フルート）、柳沼寛（アルト、フルート）、石兼武美（バリトン）
  - トランペット、フリューゲルホルン:多田善文、安孫子浩、鈴木基治、斉尾知一
  - テナー・トロンボーン:早川隆章、内田清高、藤林潤
  - バス・トロンボーン:簾健一
  - ピアノ:金山正浩
  - ドラム:中村秀樹
  - ベース:石田良典

- トランペット:中沢健二
- キーボード:宮浦章景
- ギター:幾見雅博、三畑貞二
- パーカッション:鳴島英治

### テーマ曲
『大都会PARTIII テーマ』作曲・編曲:荒川達彦
トランペットによるメロディとリズムセクションを個別に録音しており、初回録音時のTV用音源とサントラレコード用音源は、それぞれ別テイクのメロディがミックスされている。その後、第31回以降のオープニングはレコード用音源に差し替えられている。TV用テイクはバップより発売の『伝説のアクションドラマ音楽全集 大都会PARTIIIミュージックファイル』に収録された。

### 主題歌・挿入歌
主題歌
『日暮れ坂』作詞：水木かおる、作曲：遠藤実、編曲：斉藤恒夫、歌：渡哲也
全話で事件解決直後の黒岩ないし黒岩軍団を描くエンディングのBGMに使われた。
挿入歌
『みちづれ』作詞：水木かおる、作曲：遠藤実、編曲：斉藤恒夫、歌：牧村三枝子
元々は渡の持ち歌だったものを当時同じレコード会社（ポリドール）に所属していた牧村がカバーしてミリオンセラーを記録、彼女の代表曲ともなった。
『それから先はあんたしだい』作詞：永山和雄、作曲：馬飼野俊一、編曲：高田弘、歌：牧村三枝子
第11話のみ使用。
「エンディングに主演俳優の歌を使う」「刑事の行きつけの店で若手歌手が歌う」というフォーマットは『西部警察』にも受け継がれる。

## ノベライゼーション
- 原作 - 大都会脚本グループ
- 編著 - 新樹瞳志
- 編・発行元 - 日本テレビ放送網
- 発売元 - 読売新聞社

| 書名      | 収録タイトル | 発行日           |
| --------- | --- | ---------------- |
| 大都会III | 帰ってきた黒岩軍団 / 東京・クライシス / 白昼のパニック / 捜査中止命令 / 人質爆殺 / 野獣の叛乱 / 高層の狙撃者 / 狙われた部長刑事 | 昭和53年11月24日 |
| 大都会IV  | 白い恐怖 / 報復 / 脱出路 / 警官ギャング / 誘拐 / 女豹と刑事野郎 / 通り魔 / 殺人予告 / 奪われたポリス スペシャル                 | 昭和54年4月23日  |

## 撮影中の事故
第36話「密告屋」の撮影中、宮本刑事役の苅谷俊介が転倒して頭部を強打するという事故が発生した。苅谷は番組でロケ地として使用されていた渋谷病院へ救急搬送されたが、一時は意識不明の危篤状態に陥った。第39話までは撮影済みだった聞き込みなどの一部シーンに出演しているものの、続く第40話からの撮影は苅谷を外した状態で続行された。その間もオープニング映像には登場していたが、クレジットは削除されていた。苅谷は後に回復し、最終話「黒岩軍団抹殺指令」で復帰した。

## 再放送・ソフト化
関東地区での再放送は1979年11月～80年1月に月～金16時（青春アクションシリーズ枠）、再々放送は1981年10月～12月に月～金15時に行われた。現時点での地上波における最後の再放送は、1986年10月27日から1987年10月19日にかけ、毎週月曜25時15分（火曜未明）の「ナイトスクリーン」枠で行われた。
上記の再放送終了以来、地上波、衛星放送でも再放送の機会もなく、ビデオやDVD等のソフト化も一切行われなかったため視聴が困難な状態であったが、2009年より、前2作に続いてCS放送局の日テレプラスで再放送が行われた。チャンネル銀河では、HDリマスター版が2013年4月15日から、BS11では2016年11月30日からそれぞれ再放送された。
DVD-BOXは2012年10月、11月にポニーキャニオンから発売された。BOX1には第1話～第26話。BOX2には第27話～第49話が収録されている。
そのほか、トーラスレコードから発売された『日暮れ坂』のレーザーディスクカラオケなどで、第8話と第13話の本編一部とメイキング映像をBGVとして見ることが出来る。

## 『西部警察』への移行
- 本作の当初の予定終了後に、放送延長もしくは新シリーズ（『新大都会』『大都会IV』『にっぽんFBI』などの仮題）の制作が日本テレビ側から希望されていた[14]。しかし、石原プロがテレビ朝日系で放映された『浮浪雲』を制作したことをきっかけに、テレビ朝日から石原プロに対して破格の条件（広告代理店を介しない、テレビ朝日との直接契約）で『西部警察』の制作を打診されたことで、『大都会』シリーズは終了した。この時は円満な“移籍”であり、日本テレビ側も気持ち良く送り出したという（第1制作部長になった井原高忠からも「ダメだったら半年後でも1年後でもすぐ戻って来い」とも言われたとのこと）[15]。車両スポンサーもそのまま日産自動車が引き継ぎ、『西部警察』からは特殊車両の製作を担当することになる。
- ちなみに『西部警察』第1話時点で本作からスライドして出演しているのは石原・渡・寺尾・苅谷・武藤の5人であり、後に峰と高城も出演することとなる。このうち、石原は医者から軍団をサポートする捜査課長に、武藤は新聞記者から鑑識課員に役柄が変わる。峰は同じ刑事ながら、本作とは大きく異なる三枚目キャラクターで登場している。これ以外のメンバーでは、星と小野もゲスト出演を果たしている。
- 日本テレビでは本作終了の翌週から、『…PARTII』で徳吉刑事を演じた松田優作主演による『探偵物語』を放送。この作品では、監督の村川透を筆頭に『大都会』『西部警察』と共通のスタッフが多く起用されている。その第3話では、松田演じる工藤俊作と倍賞美津子演じる女弁護士が乗る車が、大型トラックとヘリコプターに狙われる大掛かりなカーチェイスシーンがあるが、この境遇について工藤が「おいおい、まるで『大都会 PARTIII』じゃねえか!」と突っ込みを入れるセリフがある[16]。

## その他
- 企画段階では、牧野役に郷鍈治、虎田役に沖雅也と永島敏行の名が上がっていた。そして前作『PARTII』で人気を博した松田優作に本作にもと出演交渉していたが、1978年8月にクランクインする東映映画出演もあり「器用ではないので掛け持ちは出来ない。今年いっぱいは映画に専念したい」との本人の意向により断念した[17]。また、舘ひろしのレギュラー出演が検討されたが、音楽活動に専念するという理由で本人が辞退している（後に『西部警察』に出演し、『…PARTI』の初回から第30話で一旦降板したが、第109話から『…PARTIII』の最終回まで別の役で再出演した）[18]。
- 30数台のパトカーが坂を上り下りし、ヘリコプターが飛ぶという本作のオープニング映像は、現・横浜市青葉区のあざみ野の幅の広い道路で撮影された[19]。
- 第19話「警官ギャング」は当初、第17話として1979年1月30日に放送される予定だったが、銀行強盗を扱った内容が同年1月26日大阪で発生した三菱銀行人質事件の影響を受け、「誘拐」と差し替えられた。「警官ギャング」は2週間後の2月13日に放送された。
- 銀行強盗が立てこもるシーンを撮影するために、調布市内にある石原プロの取引先の銀行にロケ協力を申し込んだが、銀行の上層部はこのストーリーの内容に難色を示して協力を渋った。これを受けて制作の陣頭指揮を執っていた小林正彦は石原プロの預金をすべて引き揚げ、これが支店長の進退問題になるほどの騒ぎに発展した。銀行上層部が丁重に謝罪し、この銀行でのロケが実現したという[20]。
- 動画配信サイト「hulu」では、権利上の理由（詳細は不明）により第27話が配信されていない。
- 第37話「頭取集団誘拐」のプロットは、後に1996年の映画『あぶない刑事リターンズ』（脚本：柏原寛司、大川俊道 / 監督：村川透）へ流用された[21]。
- 『週刊文春』2020年8月27日号にて渡哲也の追悼グラビアが組まれ、そこに本作のスチール写真が掲載されていたが、キャプションの誤り（作品名が「西部警察」、星正人が「松田優作」）を複数の読者から指摘され、翌9月3日号の読者投稿ページにて謝罪文を掲載することとなった。